# Inchpedal
Mit dem Inchpedal wird bei hydrostatischen Antrieben eine Trennung des Fahrantriebs von Förder- und Hebeantrieben erreicht. Dieses mit dem linken Fuß zu bedienende Pedal sorgt dafür, dass langsame Rangierfahrten (z. B. bei Gabelstaplern oder Radladern) bei gleichzeitig hoher Ladekraft möglich sind.

## Hintergrund
Bei Arbeitsmaschinen mit hydrostatischem Antrieb versorgt das Hydrauliksystem die gesamte Bordhydraulik. Die Leistung ist daher von der Drehzahl des Antriebsmotors abhängig. Um die unterschiedlichen Bereiche wie Fahr- und Hubelemente mit unterschiedlichen Leistungen betreiben zu können, wird das Inchpedal getreten. Dabei wird der Ölfluss zum Hydraulikmotor an der Antriebsachse verringert, wodurch die Fahrgeschwindigkeit sinkt. Die übrige Hydraulikanlage (z. B. das Hubwerk) wird aber weiterhin mit voller Hydraulikleistung versorgt. 